# Corona di Maria di Modena

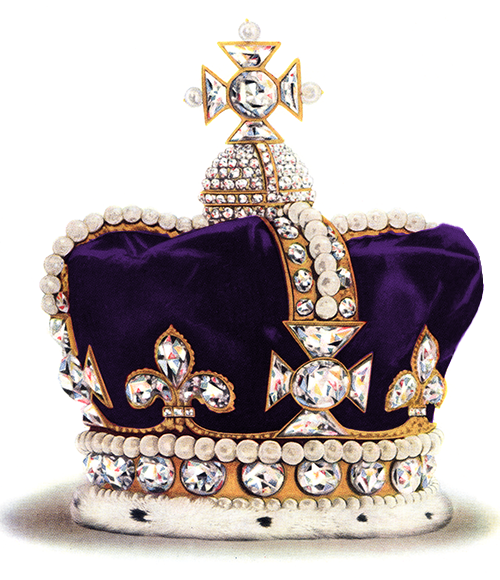
Ricostruzione conservata alla Torre di Londra della corona della regina Maria di Modena.

La corona di Maria di Modena è una corona realizzata per Maria Beatrice d'Este, regina consorte del re Giacomo II d'Inghilterra, nota nella storiografia inglese come Mary of Modena.
Tradizionalmente, quando un monarca era sposato, sua moglie veniva incoronata con lui alla sua incoronazione. Sotto il governo di Oliver Cromwell tutti gli antichi regalia inglesi erano stati distrutti e quando il re Carlo II d'Inghilterra venne incoronato, nel 1661, non era sposato e quindi non c'era stata la necessità di creare una corona per la regina consorte. Tuttavia, quando suo fratello minore divenne re con il nome di Giacomo II, si rese necessaria la costruzione della corona per sua moglie, Maria Beatrice d'Este.
La corona della regina venne realizzata nel 1685 dall'orafo Richard de Beauvoir ed era decorata con 38 diamanti di grandi dimensioni, 523 piccoli e 129 grandi perle. Il circolo d'oro, ornato di perle, era arricchito da 20 grandi diamanti. Quattro croci e quattro gigli, tutto fatto di diamanti, si alternavano al di sopra della riga superiore delle perle del circolo. Da lì partivano i quattro archetti. Una fila di grossi diamanti per ogni arco era incorniciata su entrambi i lati da due file di diamanti piccoli. Alla sommità era presente una croce realizzata da 5 diamanti e tre perle. La corona venne utilizzata per incoronare tutte le regine consorti fino al 1831.
Nel 1831 la corona, giudicata troppo fuori moda, venne sostituita dalla corona della regina Adelaide. Nel 1838 la corona di Maria di Modena venne descritta come "molto piccola, ed, in ragione della sua età e del suo disuso, in uno stato di alto degrado".
La corona di Maria di Modena oggi non esiste più. Tuttavia, una copia è conservata presso la Torre di Londra.